# Немчинов, Михаил Ардалионович
 Михаил Ардалионович Немчинов  (1825 — 1889) — действительный статский советник, строитель, владелец крупного кирпичного завода. Директор Александрийского детского приюта.

## Биография
Родился в 1825  году. Окончил курс наук в Оренбургском Неплюевском военном училище по восточному отделению. 22 августа 1842 года вступил на службу в Оренбургскую пограничную комиссию толмачем с чином коллежского регистратора. 24 января 1844 года допущен к исполняющему должность чиновника для производства следствии в степи.
18 апреля 1847 года назначен исполняющим должность столоначальника, а с 31 октября по 18 ноября того же года занимал должность секретаря по исполнительному счетному отделению. 9 августа 1848 года причислен к штату пограничной комиссии. 3 сентября 1849 года назначен чиновником особых поручении при Санкт-Петербургском гражданском губернаторе.
25 октября 1851 года назначен старшим чиновником особых поручении. 25 января 1854 года определен помимо своей службы в число чиновников канцелярии комитета главного попечительства детских приютов. 22 августа 1857 года получил чин коллежского асессора. 16 января 1859 года определен чиновником особых поручении по городскому хозяйству и торговой полиции.
8 апреля 1862 года назначен состоять по военному министерству.
В 1869 году Немчинов приступил к строительству Брестского вокзала.
6 мая 1875  года он обратился к управляющему дорогой с просьбой разрешить построить платформу  на 16-й версте и учредить остановку для поездов. 30 октября он получил разрешение от Министерства путей сообщения и новая платформа получила название Немчиновка или Немчинов пост.
Около станции в деревне Ново-Ивановская находился один из кирпичных заводов Немчинова. На заводе трудилось около 400 рабочих. Впоследствии завод перешел по наследству к его сыну В.М.Немчинову.
В том же 1875 году по просьбе свыше 30 лиц желавших построить дачи обратился в Московскую удельную контору, и 26 июля того же года получил уведомление о том, что он может заключить с Департаментом уделов контракт на аренду 1100 десятин земли для строительства дач вблизи 16-й версты железной дороги. Дачное место со временем стало селом Немчиновка.
С середины 1870-х и до 1899 года был владельцем здания Немчиновского театра в Москве, получившим название по его имени.
Скончался Немчинов 10 (22) октября 1889 года. Был похоронен в Москве, на Ваганьковском кладбище; могила утрачена.

## Награды
- Медаль «В память войны 1853—1856» (1856).
- Орден Святого Станислава (Российская империя) 2-й ст с Императорской короной (1865).
- Орден Святой Анны 2-й ст  (1867).